# Biserica de lemn din Nădălbești

Fragment de pictură din biserica de lemn din Nădălbeşti, Arad, 1926

Biserica de lemn din Nădălbești, județul Arad având hramul Pogorârea Duhului Sfânt a fost sființită de către episcopul Iosif Putnic în 1825. Folosită până în anul 1937, aceasta a fost înlocuită de o nouă biserică de zid.